# ماغنو فييرا
ماغنو فييرا (بالبرتغالية: Magno Vieira‏) (13 فبراير 1985 في البرازيل - ) هو لاعب كرة قدم برازيلي في مركز الهجوم. لعب مع إبسفليت يونايتد وتيم ويلينغتون وفوريست غرين وكامبريدج يونايتد ونادي بارنت ونادي كارلايل يونايتد ونادي كرولي تاون ونادي نورثامبتون تاون وويكمب وندررز وويغان أتلتيك ونونيتون بورو ‏ وWairarapa United ‏ وفليتوود تاون.

## وصلات خارجية
- ماغنو فييرا على موقع قاعدة بيانات كرة القدم.إي يو (الإنجليزية)
- ماغنو فييرا على موقع Soccerbase.com (لاعب) (الإنجليزية)